# Мухиддинов, Сайдали Раджабович
Сайдали Раджабович Мухиддинов (род. 1956) — советский и таджикский историограф, историк, искусствовед, доктор исторических наук (2003), профессор (2010). Член Союза художников Таджикистана.

## Биография
Сайдали Раджабович Мухиддинов родился 3 марта 1956 года в городе Душанбе).
- 1977 — Окончил Таджикский государственный институт искусств имени М. Турсунзаде. (ТГИИ им. М. Турсунзаде),
- 1977 — Зав. библиотекой ТГИИ им. М. Турсунзаде,
- 1979—1990 — Старший редактор, зав. сектором, зав. научным отделом Республиканской государственной библиотеки им. А. Фирдоуси, преподаватель кафедры библиотековедения и библиографоведения ТГИИ им. М. Турсунзаде,
- 1990—1993 — Аспирант Московского государственного института культуры,
- 1993—1998 — декан заочного факультета ТГИИ им. М. Турсунзаде,
- 1998—2003 — директор Национальной библиотеки РТ им. А. Фирдоуси,
- 2003—2004 — зав. отделом НИИ культуры и информации (Душанбе), доцент кафедры историографии и архивоведения ТГНУ,
- 2004—2005 — начальник управления науки, учебных заведений и кадров Министерства культуры Республики Таджикистан, зав. кафедры обществоведения и права Международного гуманитарного университета (Душанбе),
- 2006—2009 — профессор кафедры отечественной истории Российско-Таджикского (славянского) университета,
- 2009—2013 — зав. кафедры отечественной истории Российско-Таджикского (славянского) университета,
- С 2013 — декан факультета Истории и международных отношений Российско-Таджикского (славянского) университета[2].

## Научная и творческая деятельность
Автор более 200 научных, научно-методических и популярных работ по проблемам истории, источниковедения и историографии, книговедения, библиотековедения и истории художественной культуры таджикского народа. Участник ряда международных научных конференций и симпозиумов. Под его руководством защищены 7 кандидатских диссертаций.

## Основные публикации
- Миниатюра в творчестве Камолиддина Бехзода и Ахмада Дониша (историографические очерки). — Душанбе, 2005 — 88 c.;
- Историография изобразительного искусства таджикского народа (досоветский период). — Душанбе, 2007 — 309 c.;
- История изобразительного искусства таджикского народа с древнейших времен до XVI в: Учеб. пособие. — Душанбе, 2010—180 с.;
- Архивоведение: учебное пособие для студентов исторических факультетов вузов РТ. — Душанбе, 2008. — 88 с.;
- История таджикского народа (краткий курс для неисторических отделений вузов Республики Таджикистан). — Душанбе, 2012. — 115 с. (в соавторстве);
- Русские художники в Таджикистане (вторая половина XIX- 80-х гг. XX века).  - Душанбе, 2012. — 217 с.;
- От Согда до Судака. /Под ред. акад. Р.М.Масова. — Душанбе: Эр-граф, 2016. — 227 с.

## Публикации о Мухиддинове
- Мухиддинов Саидали //Творческие деятели Национальной библиотеки (Биобиблиографический справочник) — Душанбе, 2004.